# Lý Phú Xuân
Lý Phú Xuân (tiếng Trung: 李富春, 22 tháng 5 năm 1900 - 9 tháng 1 năm 1975) là một cán bộ lão thành của Đảng Cộng sản Trung Quốc, từng tại nhiệm Phó thủ tướng Cộng hòa Nhân dân Trung Hoa.

## Tiểu tử

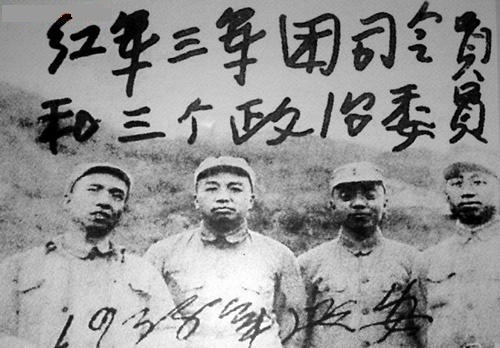
Lý Phú Xuân năm 1938 trong cuộc Vạn lý trường chinh.

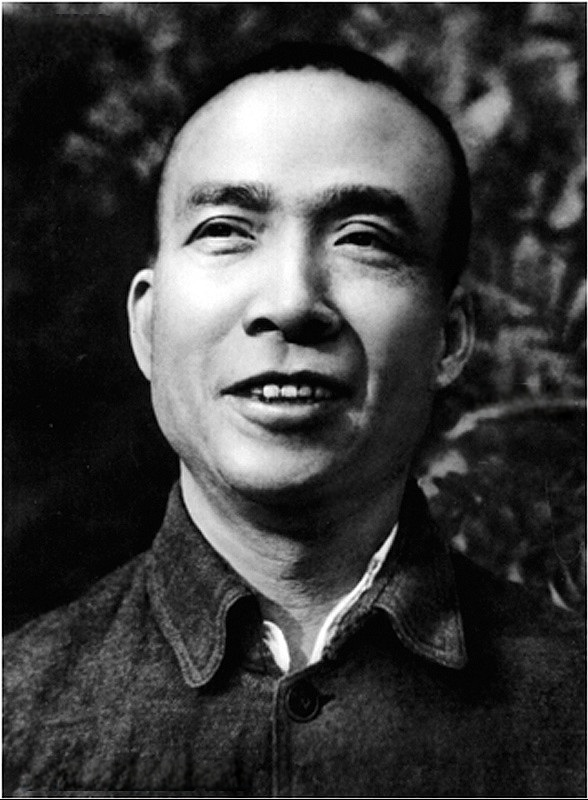
Lý Phú Xuân năm 1940 tại chiến khu Diên An.

Lý Phú Xuân sinh ra ở Trường Sa, tỉnh Hồ Nam. Sau khi hoàn thành trung học cơ sở ở tỉnh nhà của mình, vào năm 1919, ông đi đến Pháp để tham dự một chương trình nghiên cứu làm việc và ở đây ông bắt đầu hoạt động chính trị của mình. Được giác ngộ bởi chủ nghĩa Mác, vào năm 1921, ông gia nhập Thanh niên Xã hội chủ nghĩa Trung Quốc. Năm 1922 ông gia nhập Đảng Cộng sản Trung Hoa. Năm sau anh kết hôn với Thái Xương, em gái của Thái Hồ Sâm. Năm 1925, ông đi du học tại Liên Xô, nhưng ông trở về Trung Quốc để tham gia vào cuộc Bắc Tiến, là người đứng đầu bộ phận chính trị của Quân đội 2 của Quân đội Cách mạng Quốc gia và làm thư ký Đảng Cộng sản Trung Quốc của tỉnh Giang Tây. Chính trong thời gian này, ông đã gặp Mao Trạch Đông, làm việc với ông tại Viện Đào tạo Nông dân.
Lý Phú Xuân đã tham gia vào tất cả các chiến dịch chính của Đảng Cộng sản, kể cả Vạn Lý trường chinh, trong thời gian đó ông là phó giám đốc của Tổng cục Chính trị Hồng quân và ủy viên chính trị. Sau đó ông là thư ký của Ủy ban Trung ương Đảng Cộng sản Trung Quốc (CPC) cho Thiểm Tây - Cam Túc - Ninh Hạ. Trong Chiến tranh Trung-Nhật lần thứ hai, ông đã tổ chức một số công việc, bao gồm Phó Trưởng Ban Tổ chức Trung ương CPC, Trưởng phòng Kinh tế và Tài chính Trung ương CPC, và Giám đốc Văn phòng Tổng hợp. Năm 1945, ông được bầu làm thành viên của Ủy ban Trung ương CPC.
Trong Chiến tranh Giải phóng 1945-1949 (cuộc thách cuối cùng giữa Cộng sản và Dân tộc), ông có vai trò quan trọng trong việc cai trị Bắc Trung Quốc, đồng thời là thư ký của Tiểu ban CPC Mãn Châu, ủy viên thường trực và phó thư ký của Cục CPC Đông Bắc., phó chủ tịch Chính phủ nhân dân Đông Bắc và phó ủy viên chính trị của Vùng Quân sự Đông Bắc.
Với việc thành lập Cộng hòa Nhân dân Trung Hòa, cả Lý Phú Xuân và Thái Xương được điều về Bắc Kinh. Trong khi bà là chủ tịch của Liên đoàn Phụ nữ Trung Quốc (một chức vụ bà giữ cho đến năm 1978), Lý Phú Xuân được bổ nhiệm làm Phó Trưởng ban Kinh tế và Tài chính Trung ương dưới thời Trần Vân và Bộ trưởng Công nghiệp nặng. Năm 1954, ông được thăng chức phó thủ tướng và chủ tịch Ủy ban Kế hoạch Nhà nước, với nhiệm vụ giám sát quy hoạch kinh tế xã hội chủ nghĩa ở Trung Quốc. Năm 1956, ông cũng được bổ nhiệm làm thành viên của Bộ Chính trị CPC, và đồng tham gia vào Ban thư ký CPC năm 1958.
Khi bắt đầu cuộc Cách mạng Văn hóa, trong một cuộc cải tổ quyền lực trung ương của Đảng tại Phiên họp toàn thể lần thứ 11 của Ủy ban Trung ương CPC lần thứ 8 vào tháng 8 năm 1966,Lý Phú Xuân được bầu vào Ủy ban Thường vụ Bộ Chính trị hàng đầu. Tuy nhiên, ông bắt đầu thể hiện sự không đồng tình của mình đối với quá trình Cách mạng Văn hóa. Trong một cuộc họp báo chung về công việc chính trị của Trung tâm vào tháng 10 năm 1966, Mao Trạch Đông nói với ông: "Lý Phú Xuân đã được yêu cầu nghỉ ngơi một năm. Thậm chí tôi không biết ai là người chịu trách nhiệm về Ủy ban Kế hoạch Kỷ luật của Đảng. Ông ấy đã nói vài điều với Ban thư ký mà không được báo cáo với tôi. " Sau đó, vào tháng 2 năm 1967, ông công khai chỉ trích Cách mạng Văn hóa trong một cuộc họp cùng với các nhà lãnh đạo hàng đầu khác như Trần Vân, Lý Tiên Niệm và Nhiếp Vinh Trân. Kết quả là họ bị thương hiệu là Phản cách mạng vào tháng Hai và bị chỉ trích, kiểm điểm trước toàn Đảng
Mặc dù là một phần của "Cuộc đảo chính tháng hai", Lý Phú Xuân vẫn được bầu vào Ủy ban Trung ương CPC lần thứ 9 vào năm 1969. Sau sự sụp đổ của Lâm Bưu vào năm 1971, Mao Trạch Đông tuyên bố rằng "Cuộc đảo chính tháng Hai" là một bí mật, và vì vậy Lý Phú Xuân đã được phục hồi hoàn toàn các chức vụ. Ông được bầu vào Ủy ban Trung ương CPC lần thứ 10 năm 1973 và cũng đến Đại hội Nhân dân Quốc gia lần thứ 4 năm 1974, nhưng ông không thể tham dự vào công việc quốc sự khi ông qua đời vào ngày 9 tháng 1 năm 1975, chỉ 4 ngày trước phiên họp đầu tiên. Ông vẫn được coi là một trong những người sáng lập chính của nền kinh tế xã hội chủ nghĩa của Trung Quốc.